# 片岡千恵蔵の金田一耕助シリーズ
片岡千恵蔵の金田一耕助シリーズ（かたおかちえぞうの きんだいちこうすけシリーズ）では、横溝正史の推理小説「金田一耕助シリーズ」を原作とする、片岡千恵蔵主演の映画シリーズについて説明する。また、同じ系列の映画制作会社により、その設定の一部を踏襲する形で制作された高倉健主演の映画について、特に関連する内容に言及する。

## 概要
制作会社は『三本指の男』『獄門島』が東横映画、『八ツ墓村』以降は合併後の東映であり、『悪魔の手毬唄』はニュー東映を分社化していた時期の制作である。監督は『三本指の男』から『悪魔が来りて笛を吹く』までが松田定次、『犬神家の謎 悪魔は踊る』と『悪魔の手毬唄』は渡辺邦男、『三つ首塔』は小林恒夫と小沢茂弘との共同。制作スタッフや主な出演者は、本来は時代劇のメンバーだった。制作開始当時は日本がアメリカ占領軍の占領下に置かれており、時代劇の制作には厳しい制限が設けられていたため、現代劇の制作を模索していた。脚本の多くを担当した比佐芳武がミステリーのファンで、雑誌「宝石」に原作が連載されると直ちに映画化権を買い取るよう進言し、制作が始まった。
時代劇スターであった片岡千恵蔵が演じる金田一耕助は「ソフト帽にネクタイ、トレンチコート」が定番スタイル。巧みな変装術を得意とし、ピストルの名手であり、女性の助手を従えている。原作と異なる洋服姿だが、ユーモラスな一面のある親しみやすいキャラクターとして描かれている。第1作『三本指の男』では千恵蔵が三本指の男と金田一の二役を演じており、第2作以降にも二役がシリーズの特色として引き継がれていった。この「初代金田一耕助」については、「スーツにソフト帽でピストルを振り回している姿」が時折り揶揄の対象となるが、ここでの金田一は、戦前の因習にとらわれた封建的な動機による殺人を、戦後の民主的な精神によって断罪する「民主主義の使者」として描かれており、アメリカ帰りという設定ともども、スーツ姿は民主主義の象徴として必然であった。並行して同じ監督、脚本家で製作された多羅尾伴内シリーズでは冴えない中年探偵としての姿（第1作）やキザったらしい金満紳士姿（第2作）がベースとなるなど、千恵蔵の三枚目演技を存分に発揮させているが、颯爽とした姿で悪漢を叩き伏せるクライマックスが用意されている同シリーズとは異なり、原作での三枚目ぶりをそのまま取り入れることはスターイメージからして難しかった。千恵蔵は本格的な現代劇への主演に不安を感じて、監督の松田に「定ちゃん。大丈夫かね？」と相談した。松田監督は、「千恵さん。自宅でも、『さよう、しからば』じゃないでしょう。普段通りにやれば大丈夫」と笑って励ましたという。
千恵蔵主演作品の脚本は、高岩肇が『犬神家の謎 悪魔は踊る』を単独で担当した以外は比佐芳武が担当しており、比佐の脚本作品では原作とは異なる人物が真犯人となっている。横溝によれば、比佐が「原作を読んでいる観客でもあっといわせてみせる」という精神から設定を変更したもので、横溝は「私は私でいたって寛容の精神にとんでいるから、シナリオを読むたびにオンヤオヤと思いながら、それでも映画が当たるなら結構ではないかと、かえって面白がっていたものである」と回顧する一方、「作者としてはこいねがわくば原作どおりにやってほしい」と不満の意も示している。

## 白木静子
このシリーズには、全作品に金田一耕助の女性助手・白木静子が登場する。原作では1作品限りの登場人物（証言者的役割しか果たさない）であったが、これに新たな属性を追加してオリジナルなキャラクタに変えたものである。
元々は『三本指の男』の原作である『本陣殺人事件』において被害者・久保克子の友人として登場し、事件の報道に接して現地へ駆けつけ、有力容疑者とされた人物について重要な証言を提供する役割を担っている。この際、現地へ向かう途上で金田一と同じ列車に乗り合わせ、その挙動に金田一が興味を示す描写がある。このシリーズでも久保春子（原作の克子）の友人という設定は同一であるが、同じ列車に乗り合わせる設定を事件発生前に久保銀造宅へ向かう途上に変更し、金田一が静子と同じ目的地を目指していたのを尾行しているものと誤解して助けを求める展開としている。そして、久保宅に逗留している間に静子の明晰さを認めた金田一が事件発生後に助手として活動させ、その関係が事件解決後にも続くことを暗示する結末としている。
その後の作品では、原作に白木静子は登場しないが、映画では事件以前から金田一の助手として勤務している設定で登場する。『悪魔の手毬唄』のように中盤を過ぎてから登場して調査結果を報告する程度の軽い役割しか与えられていない事例もあるが、『獄門島』では偽電報に騙されてではあるが現場へ駆けつけて逮捕留置された金田一を解放する役割を果たし、『悪魔が来りて笛を吹く』では冒頭で事件の背景について観客に語りかけ、『八ツ墓村』や『犬神家の謎 悪魔は踊る』でも冒頭部で重要な役割を果たしている。
なお、喜多川千鶴が2作品で演じているのを除いて、全て異なる俳優が白木静子を演じている。
白木静子の人物造形をこのように原作から変えたのは、これからの民主主義時代の自立した女性像を象徴する意図であったという指摘がある。

## 作品一覧
| 作品名                | 原作                 | 監督              | 脚本              | 公開           | 原作完結 | 白木静子役   | プリント状況   |
| --------------------- | -------------------- | ----------------- | ----------------- | -------------- | -------- | ------------ | -------------- |
| 三本指の男            | 本陣殺人事件         | 松田定次          | 比佐芳武          | 1947年12月9日  | 1946年   | 原節子       | 残存           |
| 獄門島                | 獄門島               | 松田定次          | 比佐芳武          | 1949年11月20日 | 1948年   | 喜多川千鶴   | 総集編のみ残存 |
| 獄門島 解明篇         | 獄門島               | 松田定次          | 比佐芳武          | 1949年12月5日  | 1948年   | 喜多川千鶴   | 総集編のみ残存 |
| 八ツ墓村              | 八つ墓村             | 松田定次          | 比佐芳武 高岩肇   | 1951年11月2日  | 1951年   | 相馬千恵子   | 滅失           |
| 悪魔が来りて笛を吹く  | 悪魔が来りて笛を吹く | 松田定次          | 比佐芳武          | 1954年4月27日  | 1953年   | 千原しのぶ   | 残存           |
| 犬神家の謎 悪魔は踊る | 犬神家の一族         | 渡辺邦男          | 高岩肇            | 1954年8月8日   | 1951年   | 喜多川千鶴   | 滅失           |
| 三つ首塔              | 三つ首塔             | 小林恒夫 小沢茂弘 | 比佐芳武 小林恒夫 | 1956年4月25日  | 1955年   | 高千穂ひづる | 残存           |
| 悪魔の手毬唄          | 悪魔の手毬唄         | 渡辺邦男          | 渡辺邦男 結束信二 | 1961年11月15日 | 1959年   | 北原しげみ   | 残存           |

※『悪魔の手毬唄』のみ高倉健が主演。